# Hoplophryninae
A Hoplophryninae a kétéltűek (Amphibia) osztályába, a békák (Anura) rendjébe és a szűkszájúbéka-félék (Microhylidae) családjába tartozó alcsalád.

## Elterjedése
Az alcsaládba tartozó fajok Tanzánia endemikus fajai.

## Rendszerezésük
Az alcsaládba tartozó nemek:
- Hoplophryne Barbour & Loveridge, 1928
- Parhoplophryne Barbour & Loveridge, 1928